# Historienweg Münstereifel um 1900

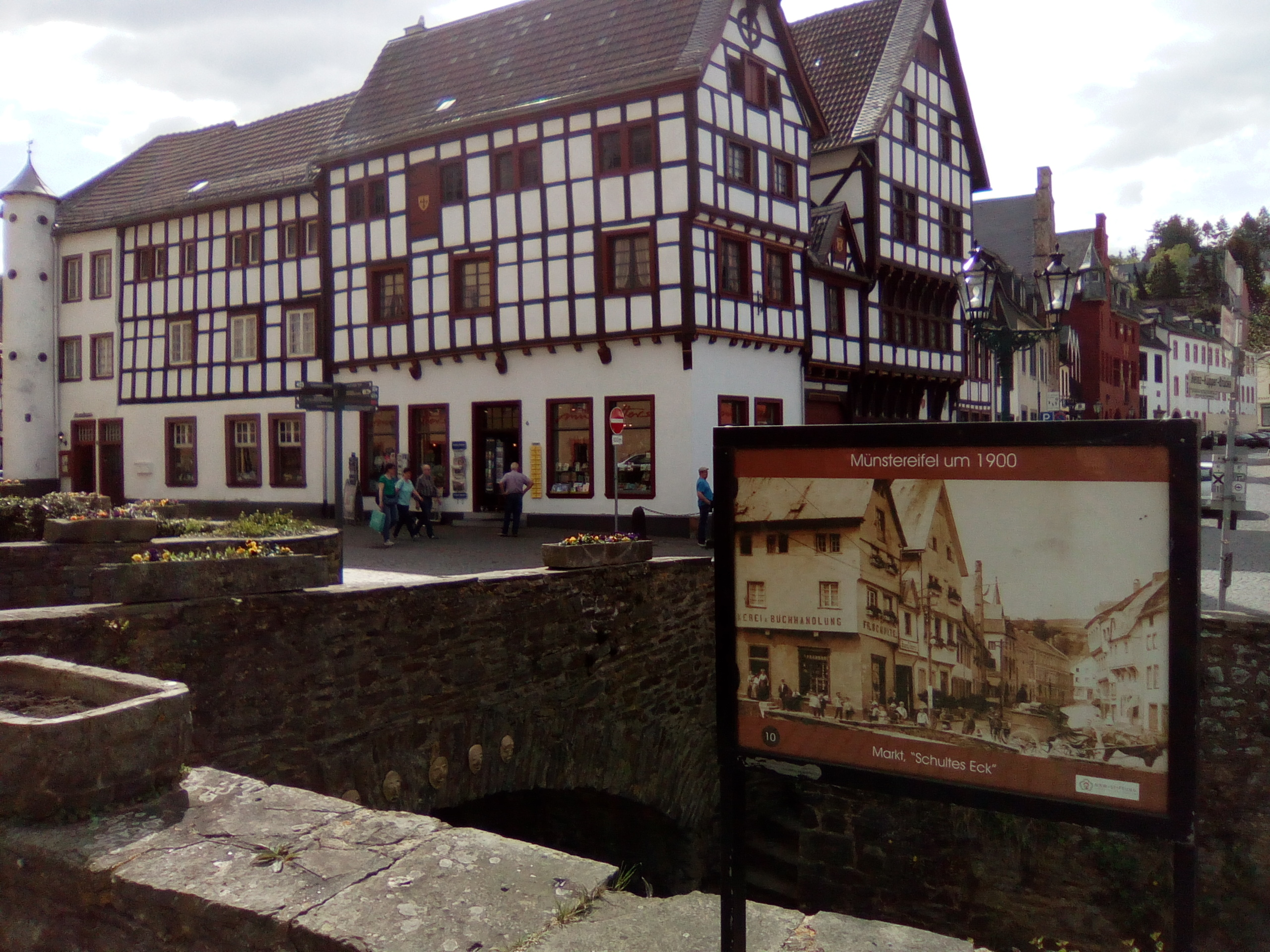
Historienweg "Münstereifel um 1900"

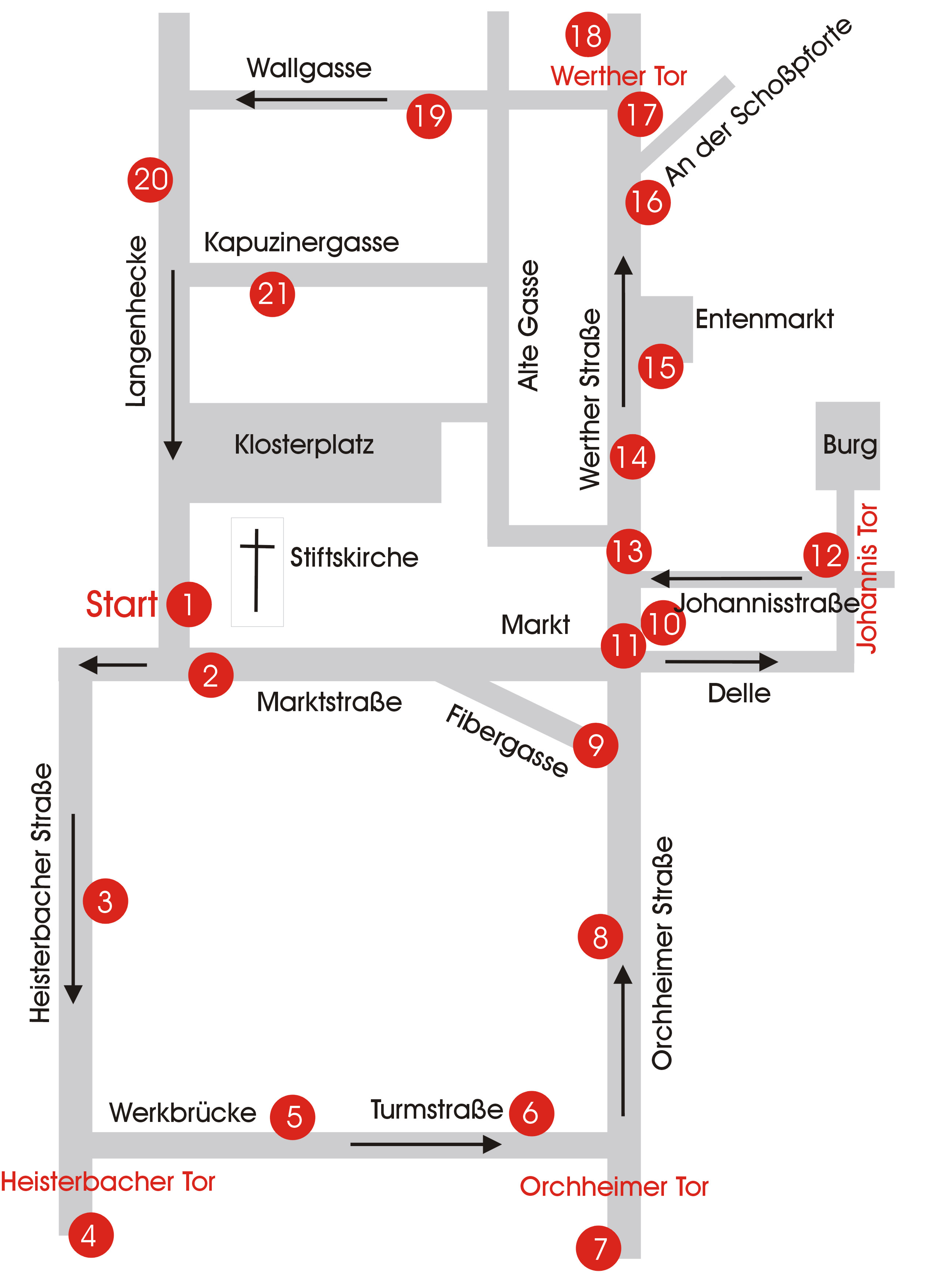
Stadtkarte des Rundwegs

Historienweg „Münstereifel um 1900“ ist ein historischer Rundweg mit 21 Stationen in Bad Münstereifel und wurde im Jahr 2012 eingeweiht.
Er befindet sich in der Innenstadt von Bad Münstereifel und zeigt den Besuchern der Stadt anhand von großformatigen Fototafeln die ursprüngliche Stadtansicht zur Zeit der Jahrhundertwende. Der Historienweg wurde von einheimischen Vereinen, der Bürgerstiftung Bad Münstereifel, Sparkassen und der NRW-Stiftung finanziert, vom Kultur- und Geschichtsverein Zwentibolds Erben e.V. projektiert und mit Unterstützung der Stadtverwaltung realisiert.

## Vorgeschichte
Im Jahre 1893 verkehren auf der Bahnstrecke Münstereifel-Euskirchen sechs Zugpaare, die am 20. August eingestürzte Erftbrücke wird wieder errichtet und der Buchdrucker und Verleger Friedrich Schulte gibt die erste Ausgabe der Münstereifeler Zeitung heraus. Viel Außergewöhnliches passiert laut Chronik des Heimatforschers Toni Hürten nicht in diesem Jahr in Münstereifel, einer Stadt, die viele Höhen und Tiefen in ihrer über tausendjährigen Geschichte erlebt hat. Hervorgegangen aus einer Klostergründung formt sich Münstereifel im Laufe der Zeit zur beschaulichen Kleinstadt, die im 19. Jahrhundert den Anschluss an die moderne Stadtentwicklung verpasst. Damals zum finanziellen Nachteil der Stadt und der Bürger, heute aber zu ihrem Vorteil, denn die mittelalterliche Stadtstruktur verändert sich kaum seit hundert Jahren und bietet so den Besuchern ein beschauliches Ambiente, das Seinesgleichen sucht.

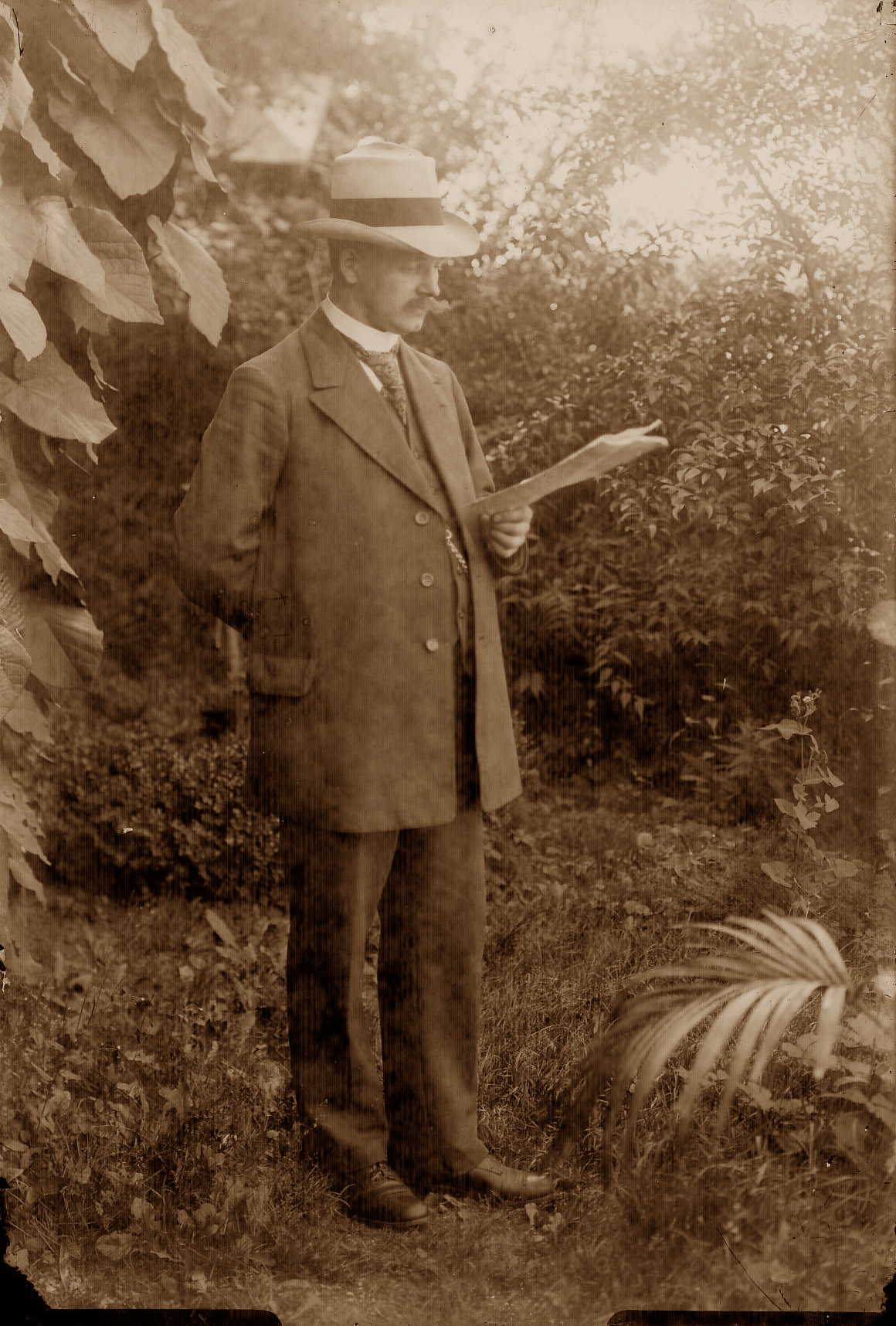
Friedrich Schulte

Das Jahr 1893 ist trotzdem nicht ganz bedeutungslos, denn zum ersten Mal wird ein Münstereifeler Bürger, der Buchdrucker Friedrich Schulte, erwähnt, der in den Folgejahren mit seiner Zeitung das Stadtgeschehen kommentiert, begleitet und dafür sorgt, dass die Ereignisse in Münstereifel mit seiner Münstereifeler Zeitung tradiert werden. Im Zuge des beginnenden touristischen  Interesses an Münstereifel beginnt Friedrich Schulte für seinen Verlag eine weitere Aktivität, er fängt an, systematisch die Stadt und seine persönliche Umgebung zu fotografieren, teils aus privatem, aber auch aus wirtschaftlichem Interesse, da er seinen Zeitungsverlag auch zum Postkartenverlag aufbauen wird. Im Laufe der Zeit sind dabei eine Fülle von Fotografien entstanden und mit seiner Sammlung von über 400 Negativen und Positiven hinterlässt er der Stadt ein bemerkenswertes Erbe, in der die zeitgenössische Darstellung von Münstereifel um die Jahrhundertwende in einmaligen Aufnahmen dokumentiert wird.
Mit Zustimmung des Bad Münstereifeler Rates, der Verwaltung und des Denkmalschutzes wurde mit ausgewählten Fotografien aus der Sammlung Friedrich Schulte ein Historien-Rundweg in 21 Stationen aufgebaut, um die Menschen auf eine Reise in die Vergangenheit zu schicken und ihnen ein Abbild der Stadt um 1900 zu zeigen. Diese können auf dem Rundweg nun die historischen Gegebenheiten der Stadt um die Jahrhundertwende kennenlernen und mit der heutigen Situation vergleichen. Letztendlich ist dieser Historienweg auch als Hommage an Friedrich Schulte zur Würdigung seines Lebenswerkes als Fotograf gedacht.

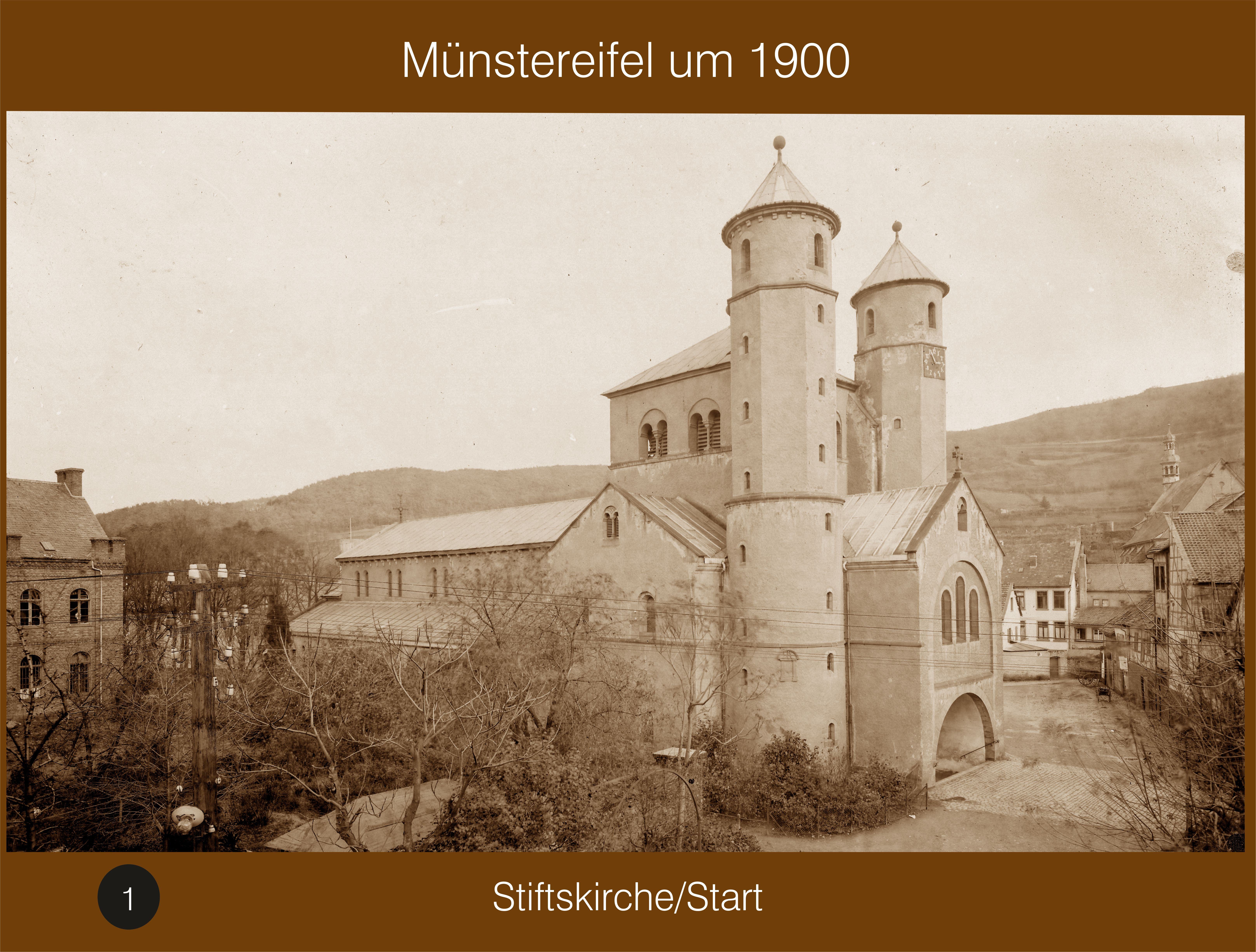
Station 1, Stiftskirche

## Der Rundgang
Der historische Rundweg startet an der Stiftskirche. Man umrundet dann die Innenstadt gegen den Uhrzeigersinn und trifft zum Schluss wieder am Ausgangspunkt ein. Man kann aber jederzeit an einem beliebigen Punkt des Rundwegs beginnen. Alle Stationen sind nummeriert und mit kurzen Textangaben versehen. Die Bildtafeln vermitteln am jeweiligen Standort die Stadtansicht zur Zeit der Jahrhundertwende, so kann man die baulichen Veränderungen zur  heutigen Zeit genau erkennen und unterscheiden. Der Weg dauert ungefähr eine Stunde und ist leicht begehbar. Für Rollstuhlfahrer ist die Station oben an der Burg etwas schwieriger anzufahren, dieser Punkt kann aber auch ausgelassen werden.
Ein Flyer mit Erklärungen findet sich auf der Webseite des Stadtmarketingvereins Bad Münstereifel aktiv. Zusätzlich wurden die Bildtafeln im Juni 2020 mit einem QR Code ausgerüstet, so dass die Besucher den Flyer direkt auf ihr Handy laden können.
Bei der Hochwasserkatastrophe wurden am Historienweg 4 Bildtafeln zerstört, einige sind seit den notwendigen Straßenarbeiten verschollen. Leider ist es wegen bürokratischer Hürden bis jetzt nicht gelungen, diese Bildtafeln zu ersetzen.

### Die einzelnen Stationen
| Station | Ort                         | Beschreibung |
| ------- | --------------------------- | --- |
| 1       | Stiftskirche                | Im 9. Jahrhundert Klosterkirche, um 1200 nach Brand Neubau als romanische, dreischiffige Basilika, ab da Stiftskirche des Kollegiatstifts, 19./20. Jahrhundert Renovierungs- und Sicherungsarbeiten. |
| 2       | Rathaus                     | Gotisches, ehemaliges Gewandthaus, 14. bzw. 16. Jahrhundert erbaut, 1821 zum Abbruch versteigert an Brauerei Hendrichs, bis 1904 als Lager und Mälzerei genutzt, 1904 Rückkauf durch Stadt, ab 1930 Rathaus. |
| 3       | Heisterbacher Straße        | Foto um 1925, Fachwerkhäuser aus dem 17./18. Jahrhundert, hier lebten viele jüdische Bürger (siehe Stolpersteine). |
| 4       | Heisterbacher Tor           | Erbaut im 13. Jahrhundert, Zugang zur Stadt von Südwesten, nach Brand ohne Dachaufbau bis 1910. |
| 5       | Ecke Unnaustraße/Werkbrücke | Eintritt der Erft in den Stadtmauerbereich, zwischen Werkbrücke und Heisterbacher Tor ein an die Stadtmauer angelehntes Haus, Einsparung einer Mauer. |
| 6       | Turmstraße                  | Ehemaliger Schinderturm mit Stadtmauer als Steinbruch genutzt für Neubauten, Ziel war die Verbreiterung der Gasse. |
| 7       | Orchheimer Tor              | 1768 um 1 Stockwerk verkürzt, 1912 als 1. Heimatmuseum genutzt, jetzt verpachtet als Wohnung, rechts Gebäude zur ehem. Gerberei gehörig. |
| 8       | Orchheimer Straße           | Blick auf Orchheimer Tor, links Windeckhaus, dazwischen ursprünglich Quirinus-Hospital mit Appolonia-Kapelle, Turm mit Glocke, Uhrwerk und Kreuz befinden sich jetzt im Orchheimer Tor. |
| 9       | Fibergasse                  | Links hinter Erftbrücke Haus des herzoglichen Amtsverwalters, Weihnachten 1944 durch Bombe zerstört, rechts Lagerhaus der Brauerei Hendrichs. |
| 10      | Markt, „Schultes Eck“       | Links Buchhandlung Schulte, dahinter Brauerei Hendrichs, Staffelgiebelhaus und Rathaus, alle Fachwerkhäuser sind verputzt, um Steinhäuser vorzutäuschen. |
| 11      | Michaelgymnasium            | Mit Jesuitenkirche links im Bild, 1625 von Jesuiten gegründet, mit größter Klosterbibliothek im Rheinland, ab 1815 königlich preußisches, danach staatliches, ab 1974 städtisches Gymnasium. |
| 12      | Johannisstraße              | 1472 erwähnt als „Sent Johans Gasse“, führt über die 33-stufige Treppe zur ehem. Johanniskirche, links Geburtshaus des Dr. Friedrich-Josef Haass („Heiliger Dr. von Moskau“, 1780–1835). |
| 13      | Burg                        | 13./14. Jahrhundert von Jülicher Grafen zusammen mit der Stadtmauer erbaut, 1689 von Franzosen zerstört, ehemaliger Sitz von Amtsverwaltung, Hochgericht und des Kellners (Steuerbehörde), ab 1879 Teilwiederaufbau (Burgsaal, Burgschänke), 1984 Verkauf von Stadt an Privatmann, Renovierung zu Wohnungen und Restaurant. |
| 14      | Werther Straße              | Verputzte Fachwerkhäuser, Blick auf Entenmarkt rechts und Burg im Hintergrund, bis zum Bau der Umgehungsstraße in den 1960er Jahren links neben der Erft Hauptdurchgangsstraße (B51). |
| 15      | Entenmarkt                  | Häuser der Gerber aus dem 17. Jahrhundert. |
| 16      | An der Schosspforte         | Die Erft verlässt den Stadtmauerring, früher mit Fallgatter versehen, bei Wolkenbrüchen versperrte Treibgut den Ausfluss und führte zu großen Überschwemmungen im Stadtkern. |
| 17      | Postamt                     | 1909 als kaiserliches Postamt gebaut, 1944 durch Bomben zerstört, die zum Teil an die Stadtmauer angelehnten Häuser der lombardischen Geldwechsler und das Haus zum Marienbild wurden hierfür abgerissen. |
| 18      | Werther Tor                 | In der zweiten Hälfte des 14. Jahrhunderts erbaut, nördlicher Eingang zur Stadt, mit Wappen des Herzogtums Jülich und der Stadt über dem Spitzbogen. |
| 19      | Wallgasse                   | Links teilweise zerstörte Stadtmauer, früher mit überdachtem Wehrgang, im Hintergrund Werther Tor. |
| 20      | Langenhecke                 | Mit Durchbruch der Stadtmauer (1907), rechts Wohnbebauung vor Erweiterung des Marienheims, 1927/28 als städtisches Krankenhaus erbaut, danach von Cellitinnen übernommen. |
| 21      | Kapuzinergasse              | Links Gelände des früheren Kapuzinerklosters – die Kapuziner kamen im 17. Jahrhundert nach Münstereifel – im Hintergrund die Burg. |